# Small's Paradise
Ne pas confondre avec le Smalls Jazz Club.
Le Small's Paradise était un club de jazz ainsi qu'une salle de danse et de spectacles à Harlem, qui constituait avec le Cotton Club et le Connie's Inn (en) le "Big Three", c'est-à-dire les trois principaux clubs de jazz de New York. Ces clubs étaient en premier lieu réservés aux populations blanches.

## Histoire
Le Small's Paradise était une salle située au sous-sol du 2294½ Septième Avenue 135e rue, dont le propriétaire et directeur était Edwin Smalls. Ancien liftier, Smalls était un descendant du capitaine Robert Smalls, un esclave affranchi devenu capitaine dans l'Union Navy puis membre du Congrès de Caroline du Sud.
Le Small's Paradise fut l'une des plus célèbres et plus prestigieuses salles de spectacle américaines appartenant à un afro-américain. Sa réputation parmi les meilleures scènes et les meilleurs spectacles de cabaret et de danse attirait un nombreux public désireux de participer aux nuits d'Harlem pendant les années folles américaines, les Roaring Twenties.
Ed Smalls, lorsqu'il ouvrit le Paradise Club à l'automne 1925, avait une expérience de la direction de night-club, puisqu'il était également propriétaire depuis 1917 du Sugar Cane Club, un bar-restaurant-dancing de Harlem (2212, Cinquième Avenue) fréquenté majoritairement par une clientèle afro-américaine.
L'inauguration du Small's Paradise a lieu le 26 octobre 1925, en pleine période de prohibition, un évènement qui attire près de 1 500 personnes avec le spectacle du Charlie Johnson's jazz band (en), qui devient ensuite l'orchestre maison pendant dix ans.
En 1929, le magazine Variety fit paraître un classement des principaux night-clubs de Harlem qui recevaient une clientèle blanche : le Small's arriva en première position, suivi du Cotton Club, du Barron Wilkins's Exclusive Club et du Connie's Inn. L'immense succès de ces clubs était dû, en grande partie, à la fascination qu'avaient beaucoup de blancs à l'époque pour la culture noire. Mais les prix élevés des clubs ne permettaient qu'à une clientèle fortunée de venir à ces spectacles : en 1929 le prix moyen d'une consommation était de 4 dollars, alors que le salaire moyen d'un habitant de Harlem se situait entre 6 et 12 dollars par semaine.
Le restaurant proposait une cuisine chinoise. L'une des attractions principales du Small's Paradise était ses serveurs et serveuses "dansantes" (Dancing Waiters), qui passaient au milieu des tables et des danseurs de charleston avec leurs plateaux chargés de bouteilles, parfois en patins à roulettes. Alors que les autres clubs de Harlem fermaient entre trois et quatre heures du matin, le Small's restait ouvert jusqu'à l'aube avec ses célèbres petits déjeuners du lundi matin : on pouvait y danser au son d'un big band jusqu'à six heures du matin, parfois jusqu'à midi ou plus.
La plupart des musiciens et chanteuses de jazz de Harlem à cette époque ont joué au Small's Paradise, car même engagés dans les autres clubs du quartier, ils pouvaient y finir la nuit dans une jam session. Ce lieu attirait de nombreux intellectuels artistes et écrivains de la renaissance de Harlem, comme Alain Locke, Countee Cullen, William Faulkner et Langston Hughes. L'écrivain et photographe Carl van Vechten, l'un des principaux mécènes de la renaissance, y était un fidèle client : la description du "Black Venus", une salle de jazz essentielle dans son roman controversé Nigger Heaven (en) (1926), s'inspire de ce qu'il voit au Small's. En 1944, Malcolm X y travailla comme serveur.
Au printemps 1961, Ed Smalls vend le Paradise à la star du basket-ball Wilt Chamberlain, qui le renomme le Big Wilt's Small's Paradise.
Le Big Wilt's Small's Paradise s'ouvre dans les années 1970 à d'autres types de clientèles en présentant des concerts de rock et de disco, et il ferme définitivement ses portes en 1986. Aujourd'hui cette adresse est devenue un restaurant de la chaîne "International House Of Pancakes" (IHOP). Au-dessus du bâtiment est construit en extension un collège de la Thurgood Marshall Academy.

## Principaux enregistrements
- Jimmy Smith : Groovin' At Smalls' Paradise, 1957 (deux volumes)
- Babs Gonzales : Sunday Afternoon At Small's Paradise, 1962
- King Curtis : Live At Small's Paradise, 1966
- Rod Piazza (en) : Magnum Music Group: Live At Small's Paradise, 1969
- Roy Brooks : Ethnic Expressions – Live At Small's Paradise, 1973

## Filmographie
Le film It Happened in Harlem a été tourné en 1945 au Small's Paradise.

## Liste de musiciens
- The Paradise Ten (1925-1935) : Charlie Johnson (en), Jabbo Smith (en), Leonard Davis, Sidney De Paris, Thomas Morris (en), Charlie Irvis (en), Jimmy Harrison, Benny Carter, Edgar Sampson, Benny Waters (en).
- Joe Gregory[4], chanteur et danseur de claquettes
- Millie Jackson, chanteuse
- Doryce Bradley[4], danseuse exotique (1946)
- Herman Bradley[4], batteur (1929-1930)
- James "Smokey" McAllister[4], danseur (1952)
- Harold "Hal" Mitchell[4], trompettiste
- Frankie Newton[4], trompettiste
- Monette Moore (en), chanteuse
- Earl Bostic, saxophoniste (1944)
- Lola Falana, danseuse
- Hot Lips Page, trompettiste et chanteur
- James P. Johnson, pianiste
- Thelonious Monk[5], pianiste (1947)
- Henry Allen[6], trompettiste
- Dizzy Gillespie[6], trompettiste
- Miles Davis[6], trompettiste
- Clifford Brown[6], trompettiste
- Charlie Parker[6], saxophoniste
- Sonny Rollins[6], saxophoniste
- Jackie McLean[6], saxophoniste
- Stan Getz[6], saxophoniste
- Bud Powell[6], pianiste
- Walter Bishop Jr[6], pianiste
- Walter Davis, Jr. (en)[6], pianiste
- Mal Waldron[6], pianiste
- Howard Johnson[7]saxophoniste
- James Moody[7], saxophoniste
- Lee Morgan[8], trompettiste
- Art Blakey[8], batteur
- King Curtis[3], saxophoniste

## Homonymie
- Le Smalls est aussi le nom d'un club de jazz de Greenwich Village, ouvert depuis 1993[9].